# Костинброд (община)
Община Костинброд се намира в Западна България и е една от съставните общини на Софийска област.

## География

### Географско положение, граници, големина
Общината се намира в северозападната част на Софийска област. С площта си от 254.4 km2 е 12-а по големина сред 22-те общини на областта, което съставлява 3,59% от територията на областта. Границите ѝ са следните:
- на югозапад – община Божурище;
- на запад – община Сливница;
- на северозапад – община Драгоман и община Годеч;
- на североизток – община Своге;
- на югоизток – Столична община, област София.

### Природни ресурси

#### Релеф
Релефът на общината е равнинен, хълмист, ниско и средно планински и територията ѝ попада в пределите на Западна Стара планина и Софийската котловина.
Южната половина на общината е заета от северните части на Софийската котловина. В нея, югоизточно от град Костинброд, на границата със Столична община, в коритото на река Блато се намира най-ниската ѝ точка – 526 m н.в.
В северната половина на община Костинброд се простират разклоненията на три планини, които са съставни части на Западна Стара планина. Крайния северозапад, в землището на с Бучин проход се заема от най-източните части на планината Чепън (крайно южно разклонение на Западна Стара планина). Тук максималната височина от 966,4 m е разположена на 0,5 km западно от село Бучин проход. В района на селото тя се свързва с Мала планина, от която в пределите на община Костинброд попадат нейните югозападни части. На 1 km северно от село Чибаовци, на границата с община Своге се издига най-високата точка на община Костинбрад – 1131,1 m. Южно от нея, в завоя на Крива река (ляв приток на река Блато) на територията на общината са разположени крайните северозападни разклонения на Софийска планина. Североизточно от село Царичина, на границата с община Своге височината ѝ достига до 1093,7 m.

#### Води
Най-голямата река на община Костинброд е река Блато (30 km, ляв приток на Искър), която протича през нея с горното и средното си течение. Тя води началото си от карстов извор на 1,2 km западно от селата Опицвет и Безден, на 554 m н.в. и до напускането си на територията на общината тече в югоизточна посока през село Петърч и град Костинброд. На територията на общината тя получава своите три най-големи притоци – Сливнишка река, Костинбродска река (Белица) и Крива река. Сливнишка и Костинбродска река (Белица) протичат през общината с най-долните си течения през Софийската котловина и се вливат отдясно в река Блато в източната част на град Костинброд. Крива река води началото си от Мала планина, като в началото тече в югозападна посока, а след, а след местността Беледие хан – в югоизточна, в дълбока и слабо залесена долина. При село Драговищица навлиза в Софийската котловина, минава през село Голяновци, напуска пределите на община Костинброд и след около 3 km се влива отляво в река Блато.

## Население

### Етнически състав (2011)
Численост и дял на етническите групи според преброяването на населението през 2011 г.:
|                     | Численост | Дял (в %) |
| Общо                | 17 846    | 100,00    |
| Българи             | 16 156    | 90,53     |
| Турци               | 22        | 0,12      |
| Цигани              | 402       | 2,25      |
| Други               | 28        | 0,16      |
| Не се самоопределят | 39        | 0,22      |
| Неотговорили        | 1 199     | 6,72      |

### Движение на населението (1934 – 2021)
| Община Костинброд                             | Община Костинброд | Община Костинброд | Община Костинброд | Община Костинброд | Община Костинброд | Община Костинброд | Община Костинброд | Община Костинброд | Община Костинброд | Община Костинброд | Община Костинброд |
| --------------------------------------------- | ----------------- | ----------------- | ----------------- | ----------------- | ----------------- | ----------------- | ----------------- | ----------------- | ----------------- | ----------------- | ----------------- |
| Година                                        | 1934              | 1946              | 1956              | 1965              | 1975              | 1985              | 1992              | 2001              | 2011              | 2021              |                   |
| Население                                     | 14210             | 15442             | 15635             | 18649             | 19715             | 19321             | 17951             | 18015             | 17846             | 17824             |                   |
| Източници: Национален Статистически Институт, |                   |                   |                   |                   |                   |                   |                   |                   |                   |                   |                   |

### Населени места
Общината има 14 населени места с общо население от 17 824 жители към 7 септември 2021 г.
| Населено място | Население (2021 г.) | Площ на землището km2 | Забележка (старо име) | Населено място | Население (2021 г.) | Площ на землището km2 | Забележка (старо име)           |
| -------------- | ------------------- | --------------------- | --------------------- | -------------- | ------------------- | --------------------- | ------------------------------- |
| Безден         | 283                 | 18,888                |                       | Дръмша         | 105                 | 18,044                |                                 |
| Богьовци       | 137                 | 14,257                |                       | Костинброд     | 11935               | 41,405                |                                 |
| Бучин проход   | 106                 | 15,904                | Бучино дервент        | Опицвет        | 440                 | 15,672                |                                 |
| Голяновци      | 818                 | 5,382                 |                       | Петърч         | 2182                | 23,708                | Петрич                          |
| Градец         | 398                 | 27,289                |                       | Понор          | 26                  | 14,309                |                                 |
| Драговищица    | 1121                | 11,198                |                       | Царичина       | 72                  | 20,092                |                                 |
| Дреново        | 20                  | 13,290                |                       | Чибаовци       | 181                 | 14,974                |                                 |
|                |                     |                       |                       | ОБЩО           | 17824               | 254,412               | няма населени места без землища |

## Административно-териториални промени
- МЗ № 2820/обн. 14.08.1934 г. – преименува с. Бучино дервент на с. Бучин проход;

– преименува с. Петрич на с. Петърч;
- Указ № 91/обн. 02.03.1951 г. – заличава с. Батковци и го присъединява като квартал на с. Драговищица;
- Указ № 317/обн. 13.12.1955 г. – обединява селата Маслово и Шияковци в едно ново населено място – с. Обединение;
- Указ № 1942/обн. 17.09.1974 г. – заличава с. Обединение и го присъединява като квартал на с. Костинброд;

– признава с. Костинброд за гр. Костинброд.

## Транспорт
В южната част на общината, от северозапад на югоизток, на протежение от 10,7 km преминава участък от трасето на жп линията Калотина – София – Пловдив – Свиленград.
През общината преминават частично 6 пътя от Републиканската пътна мрежа на България с обща дължина 64,1 km:
- участък от 35,8 km от Републикански път II-81 (от km 4,4 до km 40,2);
- последният участък от 2,3 km от Републикански път III-164 (от km 17,2 до km 20,0);
- началният участък от 10 km от Републикански път III-811 (от km 0 до km 10,0);
- началният участък от 0,6 km от Републикански път III-813 (от km 0 до km 0,6);
- началният участък от 12,3 km от Републикански път III-8102 (от km 0 до km 12,3);
- началният участък от 3,1 km от Републикански път III-8103 (от km 0 до km 3,1).

## Топографска карта
- Лист от карта K-34-34. Мащаб: 1 : 100 000.
- Лист от карта K-34-46. Мащаб: 1 : 100 000.
- Лист от карта K-34-47. Мащаб: 1 : 100 000.